# هنر شوک

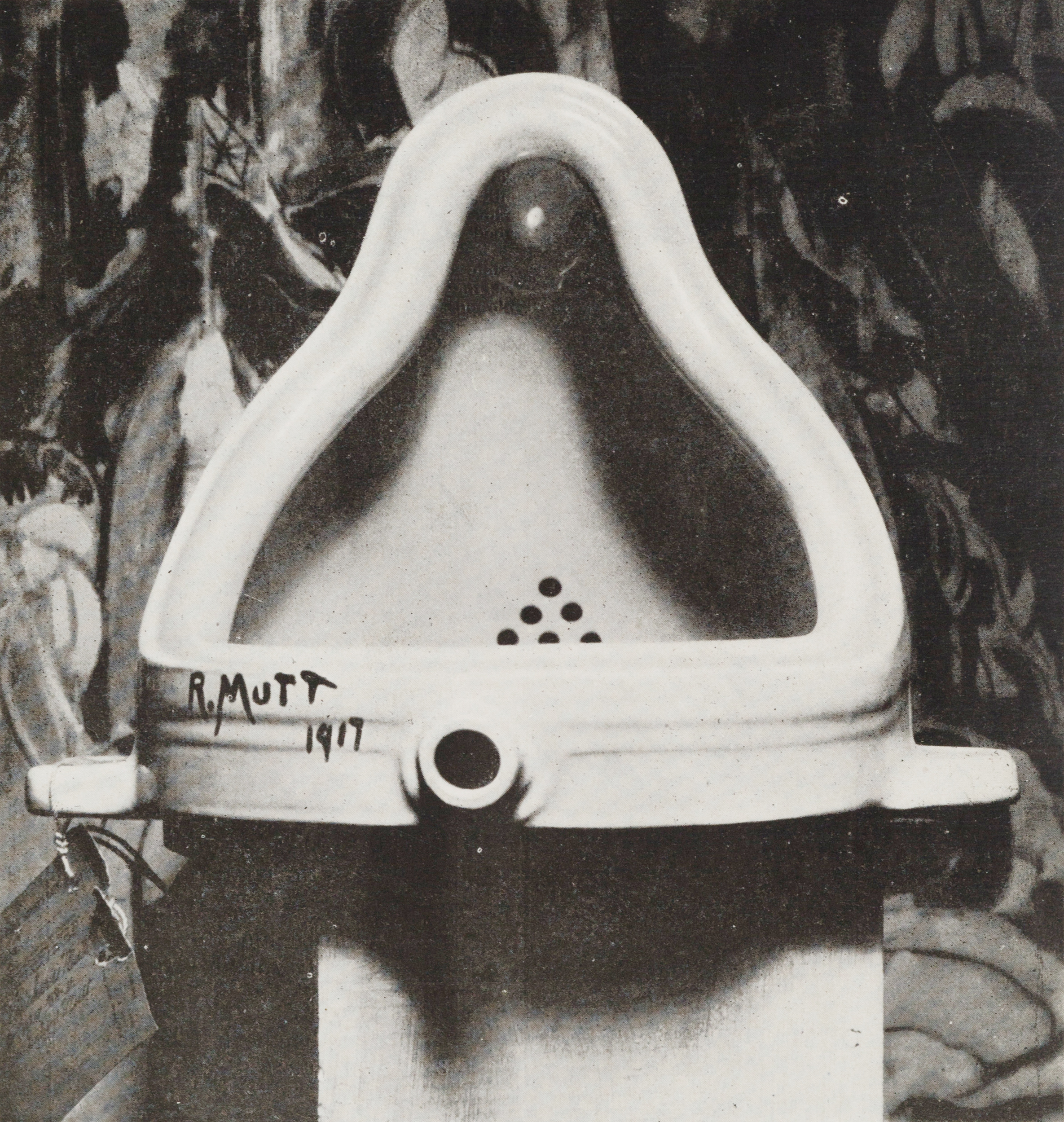
چشمهٔ دوشان (۱۹۱۷)، اثر مارسل دوشان، نقاش و مجسمه‌ساز فرانسوی و از پایه‌گذاران «هنر شوک»

هنر شوک (انگلیسی: Shock art) از هنرهای معاصر است که شامل تصاویر، صداها، یا بوهای آزاردهنده‌ای می‌شود که هدف از تولید آن‌ها ایجاد تجربه‌ای تکان‌دهنده و به‌ویژه راهی برای تحت تأثیر گذاشتن و گاه برآشفتن افراد «ازخودراضی، خودپسند، و ریاکار» است. گرچه طرفداران این نوع هنر استدلال می‌کنند که «آغشته به تفسیر اجتماعی» است و منتقدان آن را به‌عنوان «آلودگی فرهنگی» می‌شناسند و رد می‌کنند، محصولات این هنر به‌طور فزاینده‌ای در بازار قابل فروش است، چنان‌که یک منتقد هنری در سال ۲۰۰۱ آن را به‌عنوان «امن‌ترین نوع هنری که یک هنرمند می‌تواند امروزه به خلقِ آن بپردازد» توصیف کرد. بااین‌حال، گرچه هنر شوک ممکن است متصدیان را جذب کند و عنوان‌های خبری را به خود اختصاص دهد، نقد مجلهٔ مجلهٔ ریزن در سال ۲۰۰۷ از روزنامهٔ هنر نشان داد که نمایشگاه‌های هنریِ سنتی همچنان جذابیت بیشتری برای عموم دارند.